# Stadtwerke Coesfeld

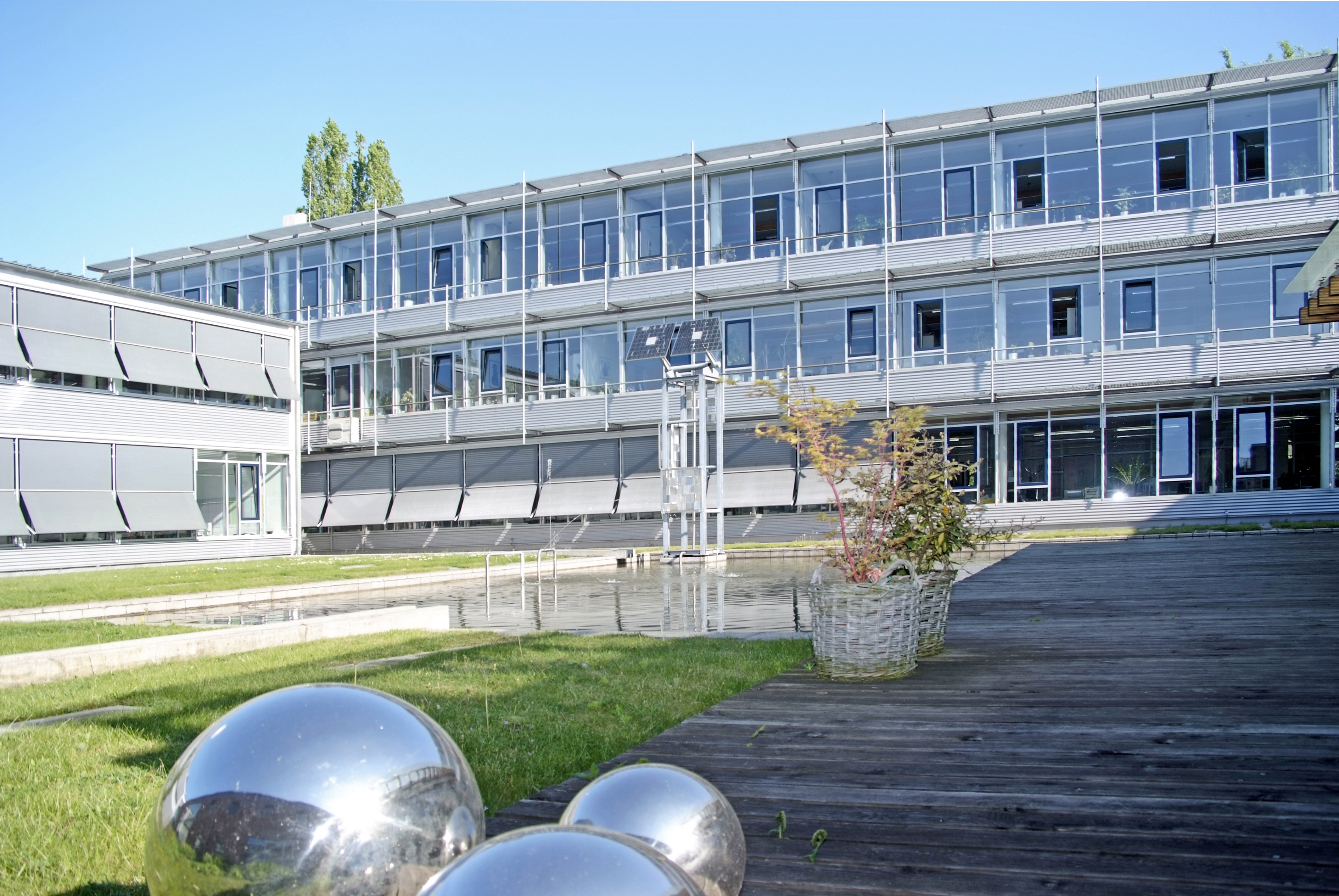
Bild der Coesfelder Stadtwerke

Die Stadtwerke Coesfeld liefern seit über 140 Jahren Energie für die Stadt Coesfeld. Gemeinsam mit ihrer Schwester, der Bäder- und Parkhausgesellschaft Coesfeld, sind die Stadtwerke seit 1994 in den Holdingverbund der Wirtschaftsbetriebe Stadt Coesfeld eingebunden. Geschäftsführer der Wirtschaftsbetriebe und ihrer beiden Töchter ist Ron Keßeler.

## Dienstleistungen
Als Dienstleistungsunternehmen bieten die Stadtwerke Coesfeld der Stadt und dem Münsterland Energieversorgung und eine Reihe weiterer Dienstleistungen an: Strom, Erdgas, Trinkwasser, Wärme und Energieberatung. 2018 wurden 199,8 Mio. kWh Strom und 241,7 Mio. kWh Erdgas abgesetzt. Rund 54 % des Coesfelder Stroms stammten 2018 aus erneuerbaren Energiequellen.
Insgesamt versorgen die Stadtwerke Coesfeld fast 80.000 Menschen mit Wasser. Zum Versorgungsgebiet zählt die Stadt Coesfeld, Rosendahl, Legden, Asbeck und Dülmen-Rorup. Nottuln und Billerbeck erhalten Teillieferungen aus Coesfeld. Der gesamte Wasserabsatz belief sich im Jahr 2018 auf 3,46 Mio. m3.

## Geschichte
1869 baute der französische Unternehmer Johann Anton Sabey das erste Gaswerk und beleuchtet gegen Gebühr Coesfelds Straßen. 1879 kaufte die Stadt das Gaswerk. Hierfür wurden der sogenannte Kamphues-Dolch, ein gotischer Dolch aus dem frühen 14. Jahrhundert, und ein bronzenes Aquamanile aus den Beständen des Stadtarchivs für 13.000 Mark verkauft. Mit dem ersten Eigenbetrieb beginnt die kommunale Versorgungswirtschaft in Coesfeld. 1920 schloss das Elektrizitätswerk Westfalen AG die Stadt Coesfeld an das elektrische Fernleitungsnetz an. Verkauf, Verteilung und Lieferung des Stroms an die Haushalte und Betriebe waren Aufgaben der Stadt, die sofort mit dem Aufbau des Niederspannungsnetzes begann.
1907 ging das städtische Wasserwerk am Coesfelder Berg in Betrieb. 1939 vereinigte die Stadt das Gas-, Wasser- und Elektrizitätswerk zu einem Eigenbetrieb. Dies war die Geburtsstunde der „Stadtwerke Coesfeld i. W.“. 1945 zerstörten Bomben der Alliierten das Verwaltungsgebäude, das Gaswerk, zwei Trafostationen und einen Großteil der Hausanschlüsse für Strom und Wasser. 1950 flossen Strom und Wasser wieder störungsfrei. 1955, zehn Jahre nach der Zerstörung des Gaswerks, ging die Flüssiggas-Spaltanlage in Betrieb.
1968 übernahmen die Stadtwerke das 10-kV-Netz von den VEW. 1976 wurde Coesfeld an die Erdgasleitung Emden–Werne angeschlossen. 1979 versorgten die Stadtwerke auch Rosendahl mit Wasser. Wenig später wurden Legden und Asbeck ins Versorgungsnetz integriert. 1983 wurde der Eigenbetrieb in eine privatrechtliche Gesellschaft umgegründet. 1988 kauften die Stadtwerke das Stromnetz in Kirchspiel Coesfeld von den VEW. 1994 wurden die Stadtwerke Teil einer Holding, die die Wirtschaftsbetriebe der Stadt Coesfeld unter einem Dach zusammenfasste. 1994 kauften die Stadtwerke das Stromnetz in Lette von der VEW.
2001 investierten die Stadtwerke 3,2 Millionen Mark in das neue Schalthaus Süd, das die Versorgungssicherheit erhöht und mehr Unabhängigkeit von den Stromlieferanten schuf.
2003 errichteten die Stadtwerke eine Erdgas-Tankstelle. 2005 steckten die Stadtwerke weitere 5,6 Millionen Euro in die sichere Versorgung mit Erdgas und Wasser. Unter anderem wurde das Schalthaus Süd an das RWE-Hochspannungsnetz angeschlossen. 2008 beteiligten sich die Stadtwerke mit 5 MW am Bau von GEKKO, dem Gemeinschaftssteinkohle-Kraftwerk der RWE in Hamm-Uentrop. Das Investment machte die Stadtwerke langfristig unabhängiger von den großen Energieerzeugungsunternehmen. Zusätzlich investierten die Stadtwerke 400.000 Euro in eine Photovoltaikanlage in Coesfeld.
2009 nahmen die Stadtwerke das neue Wasserwerk Coesfeld an der Wildbahn in Betrieb. Das hochmoderne Werk ersetzt das alte Wasserwerk an gleicher Stelle und sichert die Wasserversorgung in Coesfeld und der Region für die nächsten Jahrzehnte. 2010 gaben die Stadtwerke den Startschuss für Elektromobilität in Coesfeld und eröffneten am 1. September die erste E-Tankstelle in der Marktgarage Coesfelds.
2010 eröffneten die Stadtwerke das Service-Center am Marktplatz 10, um ihren Kunden noch mehr Nähe und noch mehr Service vor Ort zu bieten.
2012 erfolgte die Gründung der Stadtwerke Westmünsterland Energiekooperation, eine eigenständige Kooperationsgesellschaft der bereits bestehenden vier Stadtwerke Ahaus, Coesfeld, Dülmen und SVS (Stadtlohn, Vreden und Südlohn). Als regionale Kooperationsgesellschaft sind die Stadtwerke Westmünsterland eigens für die zielgerichtete Strom- und Gasversorgung im Geschäftskundenbereich gegründet worden.
2014 unterzeichneten die Stadtwerke Coesfeld und die Stadt Coesfeld die Konzessionsverträge für die Versorgung der Menschen in Coesfeld mit Erdgas, Strom und Wasser. Die neuen Verträge für Strom und Gas haben eine Laufzeit von 20 Jahren. Der Konzessionsvertrag für Wasser läuft sogar bis Ende 2039.
2016 Der Geschäftsführer der Stadtwerke Coesfeld, Markus Hilkenbach wird zum 1. Februar 2016 auch Geschäftsführer der Stadtwerke Borken. Beide Energieversorger starten ihre Kooperation. 
2018 Die EMERGY Führungs- und Servicegesellschaft mbH wird im Januar von den Städten Borken und Coesfeld gegründet. Ziel der EMERGY ist die langfristige und strategische Weiterentwicklung der beiden Unternehmen Stadtwerke Borken/Westf. GmbH und Wirtschaftsbetriebe der Stadt Coesfeld GmbH. Weiter sollen die Wettbewerbsfähigkeit und die Wirtschaftlichkeit beider Strukturen gestärkt und ausgebaut werden.
2020 Ron Keßeler übernimmt im EMERGY-Verbund zum 1. März 2020 die Geschäftsführung der Unternehmen Stadtwerke Coesfeld, Stadtwerke Borken und EMERGY Führungs- und Servicegesellschaft.